# Liste der Baudenkmale in Wolfenbüttel-Leinde
In der Liste der Baudenkmale in Wolfenbüttel-Leinde sind alle Baudenkmale des Ortsteils Leinde der niedersächsischen Stadt Wolfenbüttel aufgelistet. Der Stand der Liste ist der 15. Juli 2022. Die Quelle der Baudenkmale ist der Denkmalatlas Niedersachsen.

## Allgemein
In den Spalten befinden sich folgende Informationen:
- Lage: die Adresse des Baudenkmales und die geographischen Koordinaten. Kartenansicht, um Koordinaten zu setzen. In der Kartenansicht sind Baudenkmale ohne Koordinaten mit einem roten Marker dargestellt und können in der Karte gesetzt werden. Baudenkmale ohne Bild sind mit einem blauen Marker gekennzeichnet, Baudenkmale mit Bild mit einem grünen Marker.
- Bezeichnung: Bezeichnung des Baudenkmales
- Beschreibung: die Beschreibung des Baudenkmales. Unter § 3 Abs. 2 NDSchG werden Einzeldenkmale und unter § 3 Abs. 3 NDSchG Gruppen baulicher Anlagen und deren Bestandteile ausgewiesen.
- ID: die Objekt-ID des Baudenkmales
- Bild: ein Bild des Baudenkmales, ggf. zusätzlich mit einem Link zu weiteren Fotos des Baudenkmals im Medienarchiv Wikimedia Commons. Wenn man auf das Kamerasymbol klickt, können Fotos zu Baudenkmalen aus dieser Liste hochgeladen werden:

## Leinde

### Gruppe: Hofanlagen Leinde
Baudenkmal (Gruppe):

| Lage                       | Bezeichnung       | Beschreibung | ID | Bild |
| -------------------------- | ----------------- | ------------ | -- | ---- |
| 52° 8′ 7″ N, 10° 26′ 43″ O | Hofanlagen Leinde |              |    |      |

Baudenkmale (Einzeln):

| Lage                                         | Bezeichnung   | Beschreibung    | ID       | Bild |
| -------------------------------------------- | ------------- | --------------- | -------- | ---- |
| Kurzer Weg 1 52° 8′ 10″ N, 10° 26′ 40″ O     | Wohnhaus      | westlicher Teil | 33899787 | BW   |
| Kurzer Weg 1 52° 8′ 10″ N, 10° 26′ 41″ O     | Wohnhaus      | Östlicher Teil  | 33900041 | BW   |
| Kurzer Weg 1 52° 8′ 9″ N, 10° 26′ 40″ O      | Scheune       |                 | 33900209 | BW   |
| Kurzer Weg 1 52° 8′ 9″ N, 10° 26′ 41″ O      | Scheune/Stall |                 | 33900377 | BW   |
| Kurzer Weg 1 52° 8′ 9″ N, 10° 26′ 41″ O      | Stall         |                 | 33900545 | BW   |
| Kreisstraße 12 52° 8′ 8″ N, 10° 26′ 41″ O    | Wohnhaus      |                 | 33900104 | BW   |
| Kreisstraße 12 52° 8′ 8″ N, 10° 26′ 42″ O    | Scheune       |                 | 33900272 | BW   |
| Kreisstraße 12 52° 8′ 7″ N, 10° 26′ 41″ O    | Schuppen      |                 | 33899724 | BW   |
| Kreisstraße 12 52° 8′ 7″ N, 10° 26′ 41″ O    | Stall         | Schuppen        | 33900608 | BW   |
| Kreisstraße 12 52° 8′ 7″ N, 10° 26′ 43″ O    | Stall         |                 | 33900440 | BW   |
| Kreisstraße 20 52° 8′ 7″ N, 10° 26′ 43″ O    | Scheune       |                 | 33900419 | BW   |
| Kreisstraße 20 52° 8′ 7″ N, 10° 26′ 44″ O    | Wohnhaus      |                 | 33900083 | BW   |
| Kreisstraße 20 52° 8′ 6″ N, 10° 26′ 44″ O    | Stall         |                 | 33900251 | BW   |
| Kreisstraße 22 52° 8′ 5″ N, 10° 26′ 42″ O    | Scheune       |                 | 33900230 | BW   |
| Kreisstraße 22 52° 8′ 5″ N, 10° 26′ 43″ O    | Wohnhaus      |                 | 33900062 | BW   |
| Unter der Eiche 4 52° 8′ 6″ N, 10° 26′ 45″ O | Wohnhaus      |                 | 33900020 | BW   |
| Unter der Eiche 4 52° 8′ 6″ N, 10° 26′ 45″ O | Stall         |                 | 33900356 | BW   |
| Unter der Eiche 4 52° 8′ 5″ N, 10° 26′ 45″ O | Scheune       |                 | 33900188 | BW   |
| Kreisstraße 22 52° 8′ 4″ N, 10° 26′ 44″ O    | Stall/Remise  |                 | 33900398 | BW   |

### Gruppe: Kreisstraße 8
Baudenkmal (Gruppe):

| Lage                                     | Bezeichnung   | Beschreibung | ID       | Bild |
| ---------------------------------------- | ------------- | ------------ | -------- | ---- |
| Kreisstraße 8 52° 8′ 8″ N, 10° 26′ 38″ O | Kreisstraße 8 |              | 33863641 | BW   |

Baudenkmale (Einzeln):

| Lage                                     | Bezeichnung | Beschreibung | ID       | Bild |
| ---------------------------------------- | ----------- | ------------ | -------- | ---- |
| Kreisstraße 8 52° 8′ 8″ N, 10° 26′ 38″ O | Wohnhaus    |              | 33899579 | BW   |
| Kreisstraße 8 52° 8′ 8″ N, 10° 26′ 38″ O | Stall       |              | 33899600 | BW   |

### Gruppe: Kirchhof Leinde
Baudenkmal (Gruppe):

| Lage                       | Bezeichnung     | Beschreibung | ID       | Bild |
| -------------------------- | --------------- | ------------ | -------- | ---- |
| 52° 8′ 3″ N, 10° 26′ 43″ O | Kirchhof Leinde |              | 33863737 | BW   |

Baudenkmale (Einzeln):

| Lage                                   | Bezeichnung | Beschreibung | ID       | Bild           |
| -------------------------------------- | ----------- | ------------ | -------- | -------------- |
| Kreisstraße 52° 8′ 2″ N, 10° 26′ 44″ O | Kirche      |              | 33899558 | Weitere Bilder |
| Kreisstraße 52° 8′ 2″ N, 10° 26′ 44″ O | Kirchhof    |              | 33899913 | BW             |

### Gruppe: Hofanlage Eulenstraße 5
Baudenkmal (Gruppe):

| Lage                                     | Bezeichnung             | Beschreibung | ID       | Bild |
| ---------------------------------------- | ----------------------- | ------------ | -------- | ---- |
| Eulenstraße 5 52° 8′ 6″ N, 10° 26′ 52″ O | Hofanlage Eulenstraße 5 |              | 33863673 | BW   |

Baudenkmale (Einzeln):

| Lage                                     | Bezeichnung              | Beschreibung | ID       | Bild |
| ---------------------------------------- | ------------------------ | ------------ | -------- | ---- |
| Eulenstraße 5 52° 8′ 7″ N, 10° 26′ 51″ O | Wohn-/Wirtschaftsgebäude |              | 33899495 | BW   |
| Eulenstraße 5 52° 8′ 6″ N, 10° 26′ 51″ O | Stall                    |              | 33899537 | BW   |
| Eulenstraße 5 52° 8′ 6″ N, 10° 26′ 52″ O | Scheune                  |              | 33899516 | BW   |

### Gruppe: Kreisstraße 32
Baudenkmal (Gruppe):

| Lage                                      | Bezeichnung    | Beschreibung | ID       | Bild |
| ----------------------------------------- | -------------- | ------------ | -------- | ---- |
| Kreisstraße 32 52° 8′ 2″ N, 10° 26′ 54″ O | Kreisstraße 32 |              | 33862901 | BW   |

Baudenkmale (Einzeln):

| Lage                                      | Bezeichnung | Beschreibung | ID       | Bild |
| ----------------------------------------- | ----------- | ------------ | -------- | ---- |
| Kreisstraße 32 52° 8′ 3″ N, 10° 26′ 54″ O | Wohnhaus    |              | 33899999 | BW   |
| Kreisstraße 32 52° 8′ 2″ N, 10° 26′ 53″ O | Stall       |              | 33900335 | BW   |
| Kreisstraße 32 52° 8′ 2″ N, 10° 26′ 54″ O | Scheune     |              | 33900167 | BW   |

### Gruppe: Kreisstraße 40, 42
Baudenkmal (Gruppe):

| Lage                                         | Bezeichnung        | Beschreibung | ID       | Bild |
| -------------------------------------------- | ------------------ | ------------ | -------- | ---- |
| Kreisstraße 40, 42 52° 8′ 1″ N, 10° 27′ 0″ O | Kreisstraße 40, 42 |              | 33862885 | BW   |

Baudenkmale (Einzeln):

| Lage                                      | Bezeichnung              | Beschreibung | ID       | Bild |
| ----------------------------------------- | ------------------------ | ------------ | -------- | ---- |
| Kreisstraße 40 52° 8′ 2″ N, 10° 26′ 59″ O | Wohnhaus                 |              | 33899978 | BW   |
| Kreisstraße 40 52° 8′ 1″ N, 10° 26′ 59″ O | Scheune                  |              | 33900146 | BW   |
| Kreisstraße 42 52° 8′ 1″ N, 10° 27′ 0″ O  | Wohn-/Wirtschaftsgebäude |              | 33899957 | BW   |
| Kreisstraße 42 52° 8′ 1″ N, 10° 27′ 0″ O  | Stall/Scheunengebäude    |              | 33900125 | BW   |

### Baudenkmale (Einzeln)
| Lage                                      | Bezeichnung                  | Beschreibung | ID       | Bild |
| ----------------------------------------- | ---------------------------- | ------------ | -------- | ---- |
| Kreisstraße 10 52° 8′ 7″ N, 10° 26′ 40″ O | Wohn-/Wirtschaftsgebäude     |              | 33899621 | BW   |
| Eulenstraße 3 52° 8′ 6″ N, 10° 26′ 53″ O  | Wohn-/Wirtschaftsgebäude     |              | 33899475 | BW   |
| Bäckerstraße 3 52° 8′ 1″ N, 10° 26′ 46″ O | Wohn- und Wirtschaftsgebäude |              | 33899455 | BW   |
| Kreisstraße 35 52° 8′ 2″ N, 10° 26′ 46″ O | Schule                       |              | 33899704 | BW   |
| Kreisstraße 29 52° 8′ 2″ N, 10° 26′ 41″ O | Pfarrhaus                    |              | 33899681 | BW   |
| Kreisstraße 19 52° 8′ 6″ N, 10° 26′ 38″ O | Wohnhaus                     |              | 33899661 | BW   |
| Kreisstraße 17 52° 8′ 7″ N, 10° 26′ 37″ O | Wohn-/Wirtschaftsgebäude     |              | 33899641 | BW   |